# مايك فان دير هورن
مايك فان دير هورن (بالهولندية: Mike van der Hoorn)‏ (15 أكتوبر 1992 آلميره هولندا - ) هو لاعب كرة قدم هولندي، يلعب كمدافع.

## روابط خارجية
- مايك فان دير هورن على موقع الاتحاد الأوربي (الإنجليزية)
- مايك فان دير هورن على موقع قاعدة بيانات كرة القدم.إي يو (الإنجليزية)
- مايك فان دير هورن على موقع Soccerbase.com (لاعب) (الإنجليزية)
- مايك فان دير هورن على موقع Soccerway.com (الإنجليزية)
- مايك فان دير هورن على موقع عالم كرة القدم.نت (الإنجليزية)
- مايك فان دير هورن على موقع AS.com (الإسبانية)